# IC 4010
IC 4010 је спирална галаксија у сазвјежђу Ловачки пси која се налази на листи објеката дубоког неба у Индекс каталогу.
Деклинација објекта је + 37° 51' 34" а ректасцензија 12h 59m 53,9s. Привидна величина (магнитуда) објекта IC 4010 износи 15,7 а фотографска магнитуда 16,5. IC 4010 је још познат и под ознакама NPM1G +38.0270, PGC 2111366.